# سندرزویل (جورجیا)
سندرزویل، جورجیا (به انگلیسی: Sandersville, Georgia) یک شهر در ایالات متحده آمریکا با جمعیت ۶٬۰۹۷ نفر است که در جورجیا واقع شده‌است.

## موقعیت جغرافیایی
موقعیت جغرافیایی شهرها و مناطق اطراف به شرح زیر است: